# Drimajliwka
Drimajliwka (ukr. Дрімайлівка) – wieś na Ukrainie, w obwodzie czernihowskim, w rejonie czernihowskim, w hromadzie Kułykiwka. Liczy 543 mieszkańców.
Znajduje się tu przystanek kolejowy Drimajliwka, położony na linii Czernihów – Niżyn.